# 구립운석

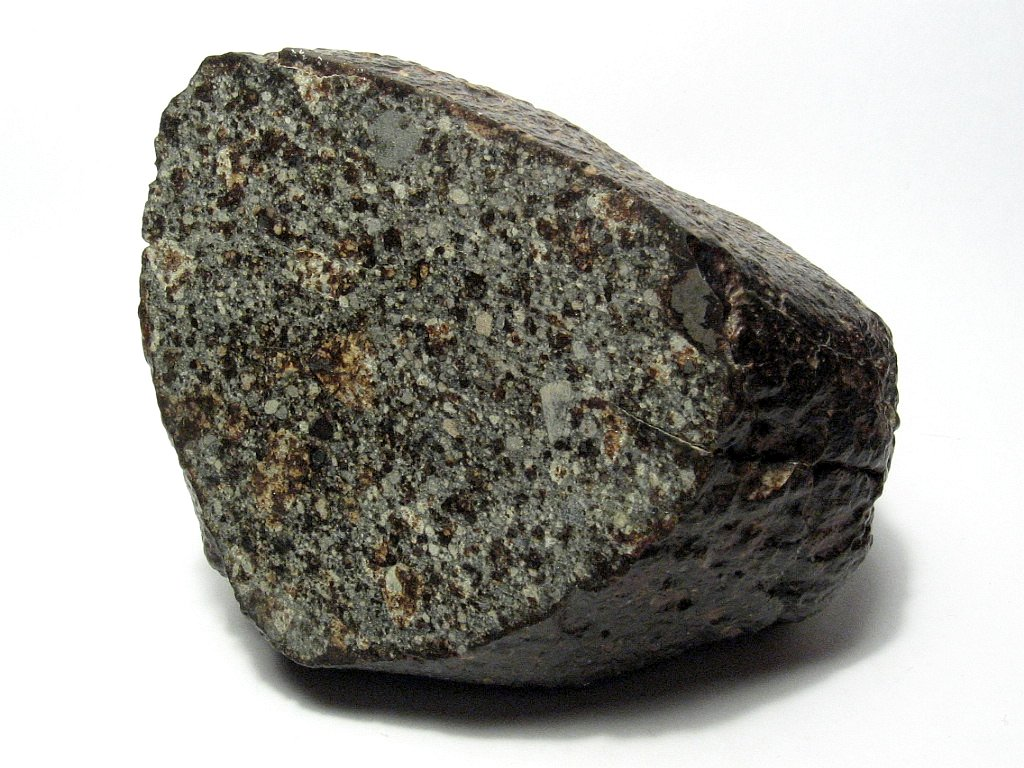
NWA 869 구립운석 (L4-6 형), 콘드률과 금속 박편이 보인다.

구립운석(球粒隕石, 영어: chondrite 콘드라이트[*])는 석질운석의 일종으로, 운석의 원석이 용융이나 분화로 변경되지 않은 것이다. 그것들은 형성 될 때 다양한 종류의 먼지와 작은 쌀알구조가 부착되어 원시 소행성을 형성하였다. 구립운석을 구성하는 성분 중 유명한 것은 수수께끼의 콘드률로 밀리미터 크기의 물체는 우주공간에 자유롭게 떠다니고 용융되거나 부분 용융된 방울로서 시작하였다.
대분분의 콘드률은 규산염 광물, 감람석, 휘석 등이 풍부하다. 구립운석은 또 용융하기 어려운 함유물을 포함한다. 그것들은 태양계를 형성한 가장 오래된 물질 중에 속하며 금속 철-니켈, 황화물 그리고 실리케이트 광물의 고립된 입자들이 풍부하다. 구립운석의 나머지는 미세구조의 먼지로 구성되는데 그것은 암석의 맥석으로 존재하거나 각각의 콘드률과 불용성의 함유물 주위에 테나 덮개를 형성한다.
지구상에서 발견된 운석의 대부분은 구립운석이다. 관측된 운석의 86%가 구립운석이며 세계의 수집된 구립운석은 현재 27,000개에 달한다.
가장 큰 것은 1770kg으로 1976년 중국 지린 운석의 부분이다. 구립운석은 하나의 돌에서 수천개의 돌로 구성된 유성우까지 다양하다.

## 같이 보기
- 콘드률